# Ernst Christian Schröder
Ernst Christian Schröder (auch Schroedter; * 14. Mai 1675 in Wittenberg; † 8. März 1758 in Wittenberg) war ein deutscher Mathematiker.

## Leben
Ernst Christian Schröder wurde 1675 in Wittenberg  als Sohn des Wittenberger Universitätsbuchdruckers Christian Schröder und dessen Frau Elisabeth, der Tochter des Buchdruckers Michael Wendt, geboren. Er besuchte zuerst die Schule in Wittenberg, dann das Gymnasium in Zittau, studierte im Sommersemester 1688 an der Universität Leipzig und wechselte am 19. April 1695 an die Universität Wittenberg. In seiner Heimatstadt erlangte er am 28. April 1696 den akademischen Grad eines Magisters, wurde am 28. Juli 1702 Adjunkt an der philosophischen Fakultät und 1708 außerordentlicher Professor der niederen Mathematik.
Nachdem er 1709 ordentlicher Professor der niederen Mathematik geworden war, erhielt er bald darauf 1715 eine ordentliche Professur der Logik und Metaphysik. Er hielt Kurse über die gesamte theoretische Philosophie und behandelte darin Themen der historia philosophica und über natürliche Philosophie. In dieser Stellung verblieb er bis zu seinem Lebensende. Zum Ansehen des traditionsreichen Katheders hat er recht wenig beigetragen. Vielmehr hat er diesen Lehrstuhl nur besetzt, statt ihn zu entwickeln. Dennoch verwaltete er im Sommersemester 1716 und 1740 das Rektorat der Wittenberger Akademie.
Genealogisch wäre anzumerken, dass er sich im Alter von 39 mit Christina Elisabeth, der Tochter des Chirurgen Joachim Flöricke, vermählt hatte. Seine Tochter Christina Elisabeth heiratete den Theologen Christian Sigismund Georgi, die Tochter Sophia Friderika ehelichte den Juristen August German Seltenreich, Catherina Maria heiratet den Juristen Johann Gottfried Auerbach, der Sohn Christian Gottfried Ernst war früh gestorben und Ernst Gottfried  Christian war beim Tod des Vaters Adjunkt an der philosophischen Fakultät der Wittenberger Akademie.

## Werke
- De Typographia. Wittenberg 1697. (Online-Ausgabe der Sächsischen Landesbibliothek – Staats- und Universitätsbibliothek Dresden)
- De philosophiae utilitate in omnibus scientiis. (Resp. Friedrich Georg Janicke) Schroedter, Wittenberg 1713. (Digitalisat)
- De Animi Capacitate Quae Ad Logicae Studium Requiritur. (Resp. Friderich Georg Ianicke) Schroedter, Wittenberg 1716. (Digitalisat)
- Veram eruditionis notionem ... evolvet. (Resp. Daniel Gottlob Müller) Haken, Wittenberg 1733. (Digitalisat)